# Paropušnice proměnlivá
Paropušnice proměnlivá (Pteroidichthys amboinensis) je druh dravé mořské ryby z čeledi ropušnicovitých, která se vyskytuje v oblastech tropických moří, kde žije u mořského dna na mělčinách maskující se mezi rostliny na dně.

## Výskyt
Vyskytuje se v oblasti tropických moří v oblasti západního okraje Tichého oceánu, v Indickém oceánu, v Rudém moři a Žlutém moři, v pobřežních vodách Indonésie, Nové Guineje, Japonska, Austrálie.

## Popis
Paropušnice proměnlivá dorůstá maximálně velikosti 12 cm. Její tělo je porostlé celou řadou různých výrůstků, které připomínají mořské řasy a rostliny. Tato funkce vytváří rybě kamufláž, která jí pomáhá se ukrýt před dravci a současně ulovit kořist. Menší rybky připlují do těsné blízkosti bez obav. Vyskytuje se v celé barevné škále v závislosti na okolním prostředí, ve kterém žije, což zlepšuje její maskování. Často se vyskytují červené, hnědé, či zelené varianty.
Na horní části hlavy má dva výrůstky, které se dále větví.

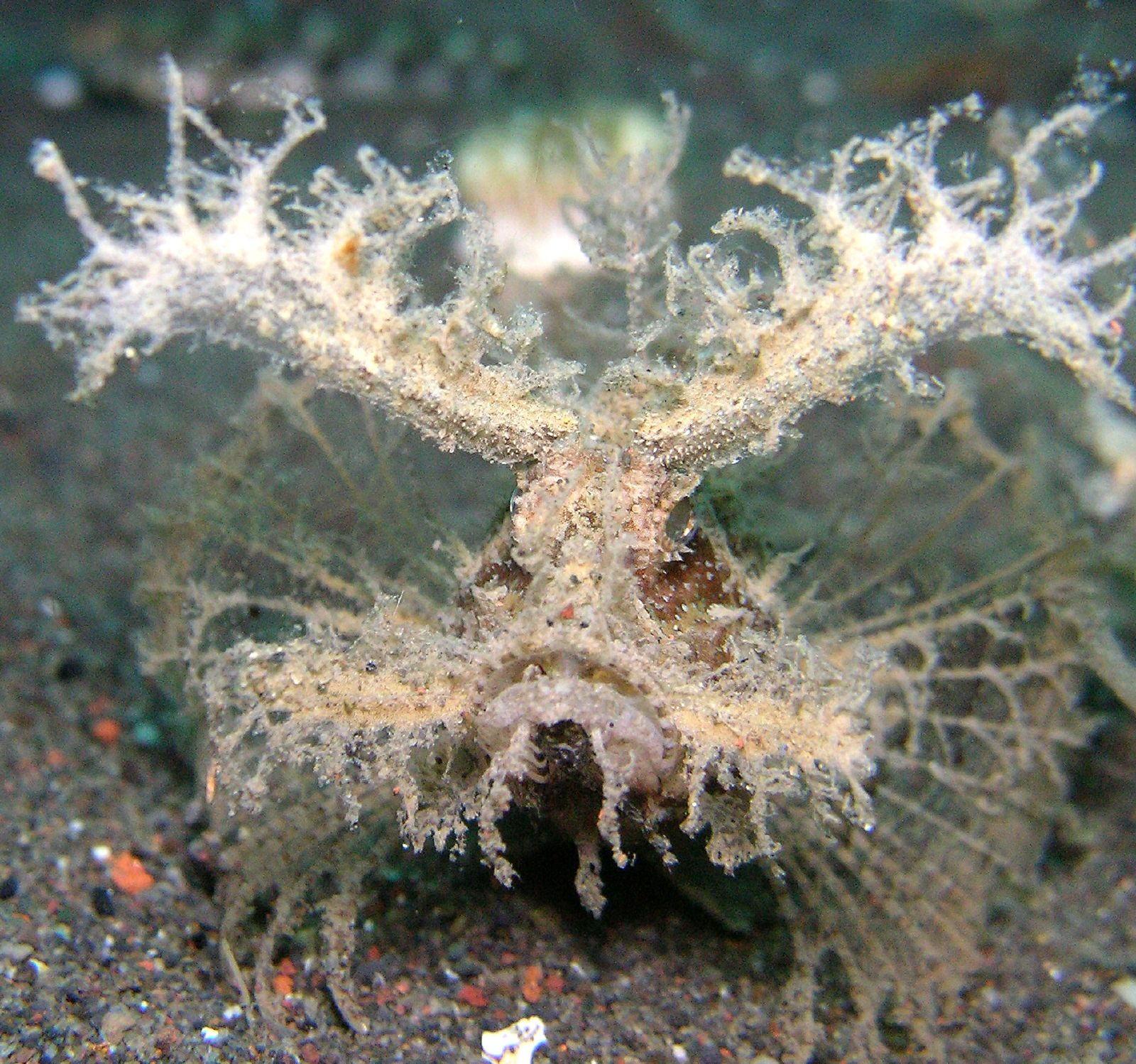
Detail hlavy ryby

## Hospodářský význam
Jedná se o velmi ceněnou rybu v akvaristice, která má značnou hodnotu.